# 모린지마에역
모린지마에역(일본어: 茂林寺前駅)은 일본 군마현 다테바야시시에 있는 역이다. 역 번호는 TI 09이다.

## 역사
- 1927년 4월 1일: 영업 개시.
- 2012년 3월 17일: 역번호(TI 09) 도입.
- 2013년 3월 26일: 발차 멜로디 도입.

## 승강장
상대식 승강장 2면 2선의 지상역이다. 역사는 아사쿠사 방향 승강장 측에 있는, 오타 방면 승강장 사이에는 과선교로 연결되고 있다. 화장실은 아사쿠사 방향 승강장 측에 설치되어 있다.
본 역은 도부 트레저 가든과 가장 가까운 역으로, 봄의 행락 시즌에는 특급 "료모"의 일부 열차가 이 역에 임시 정차한다.

### 타는 곳
| 번호 | 노선        | 방향 | 행선                                                                                  |
| ---- | ----------- | ---- | ------------------------------------------------------------------------------------- |
| 1    | 이세사키 선 | 상행 | 구키・도부 도부쓰코엔・ 도부 스카이트리 라인 기타센주・도쿄 스카이트리・아사쿠사 방면 |
| 2    | 이세사키 선 | 하행 | 다테바야시・아시카가시・오타・ 기류 선 아카기 방면                                    |

## 역 주변
- 다테바야시 시립 미소노 초등학교
- 모린지마에 역전 우체국
- 모린지 공원
  - 모린지 - 역에서 660m거리, 도보 8분
  - 모린지누마 습원.
  - 다크 닥스 다테바야시 음악관
- 도부 트레저 가든
- 간토 학원 분후쿠 운동장

## 인접역
| 도부 철도 이세사키 선               | 도부 철도 이세사키 선          | 도부 철도 이세사키 선          |
| ----------------------------------- | ------------------------------ | ------------------------------ |
| TI 08 가와마타 도부 도부쓰코엔 방면 | ■ 구간 급행 ■ 구간 준급 ■ 보통 | 다테바야시 TI 10 이세사키 방면 |